# Wooling (Magazin)

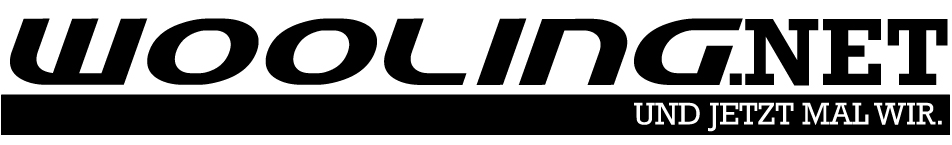
Neues Wooling.net-Logo seit Frühjahr 2008

WOOLING ist ein mehrsprachiges deutsches Jugendmagazin, das im sächsischen Seifhennersdorf von Schülern am Oberland-Gymnasium produziert und herausgegeben wird. Nachdem das Heft vom Nachrichtenmagazin Spiegel 2001 als beste deutschsprachige Schülerzeitung ausgezeichnet wurde, erlangte die Zeitung einen landesweiten Bekanntheitsgrad. 2007 stellte die Redaktion von WOOLING vorübergehend ihre Tätigkeit im Printbereich ein, um sich intensiv der Nachwuchsförderung und der damals parallel herausgegebenen gleichnamigen Onlineausgabe zu widmen. Mit einer neuen Redaktion erlebt die gedruckte WOOLING 2009 ihr Comeback und seitdem gehört das Magazin wiederum zu den besten Schülerzeitungen auf nationaler Ebene, was zahlreiche Auszeichnungen bei deutschlandweit ausgeschriebenen Wettbewerben unterstreichen.
WOOLING ist nicht nur ein Jugendmagazin, sondern auch Initiator von Hilfsprojekten. Beispielsweise beteiligte sich WOOLING seit Januar 2005 aktiv am Wiederaufbau einer durch  den Tsunami zerstörte Schule im thailändischen Khao Lak. Zwischen 2005 und 2008 arbeiteten dort WOOLING-Redakteure als Volontäre. Mit Spendensammlungen wurden Erdbebenopfer auf Java/Indonesien, Kinder in Ghana oder hochwassergeschädigte Familien in Polen unterstützt.  Seit 2011 setzt sich die Redaktion schwerpunktmäßig für die  hungernden Kinder Afrikas ein und hat eine SOS-Kinderdorf-Patenschaft in Kenia übernommen.

## Geschichte
Das Oberland-Gymnasium kämpfte 2000 mit der drohenden Schulschließung. Um öffentlichkeitswirksam auf das hervorragende Potential in Bezug auf die Talenteförderung an dieser Bildungseinrichtung aufmerksam zu machen, wurde ein neues Konzept für die bereits bestehende Schülerzeitung entwickelt und sie wurde in WOOLING umbenannt. Die damalige Redaktion stand unter enormen Erfolgsdruck, denn sie wollte ihr Gymnasium retten. Durch viel Engagement der Schüler, unterstützt durch die Lehrerin Andrea Thomas, konnten sie das Unmögliche möglich machen, indem sie beim weltweit ausgeschriebenen Schülerzeitungswettbewerb des Nachrichtenmagazins Der Spiegel 2001 Gesamtsieger wurden. Die Schule war somit durch WOOLING deutschlandweit bekannt geworden. Diese Popularität und weitere Aktivitäten trugen maßgeblich dazu bei, die Schulschließung zu verhindern.
Im April 2005 wurde das gleichnamige Onlinemagazin (WOOLING.net) gegründet, was zunächst als Ergänzung zur Printausgabe gedacht war, sich aber zu einem eigenständigen interaktiven Projekt entwickelte. Zeitweise existierte auch eine türkische Edition des Onlinemagazins, welche im türkischen Ünye produziert wurde, aber nach etwa einem Jahr auf Grund von geringer Nachfrage wieder eingestellt wurde. Am 13. Oktober 2008 wurde das Onlinemagazin eingestellt.
2011 wurde als Sonderpublikation von WOOLING das Katzenblatt eingeführt. In dieser Zeitschrift werden vor allen Dingen schulrelevante Themen sowie das aktuelle Regionalgeschehen verarbeitet. Die Zeitung wurde sehr gut angenommen, weshalb sich die Redaktion entschloss, diese auszubauen und zweimal jährlich neben dem Magazin zu produzieren.
Das WOOLING-Magazin behandelt dagegen gesellschaftsrelevante Themen aus  Kultur und Politik, bietet aber auch eine Vielzahl von kritischen, satirischen oder lockeren Texten, als Kolumnen oder Glossen.  Immer häufiger werden Menschen und deren Geschichten aufgegriffen und journalistisch verarbeitet.  „Weit über den Tellerrand hinausschauen“ ist dabei die Devise der Seifhennersdorfer Redakteure.
2012 startete WOOLING ein Projekt in Kooperation mit der Sächsischen Zeitung. Die Redaktion um das Jugendmagazin durfte den Lokalausgabe der SZ gestalten und mit eigenen Texten füllen.

## Zielgruppe
WOOLING richtet sich mit einem breiten Themenspektrum hauptsächlich vordergründig an junge Leute im Alter von 14 bis 19 Jahren.  Aber auch viele Erwachsene halten dem Magazin jahrelange Treue.

## Finanzierung
Als gemeinnütziges Projekt finanziert sich WOOLING über die im Magazin geschalteten Werbungen.  Durch Werbekunden und allein durch den Verkauf kann sich das Magazin allerdings nicht finanzieren. Die Chefredaktion hat immer wieder große Probleme, Anzeigenkunden in der Grenzregion um Seifhennersdorf zu finden. Ohne Preisgelder und Sponsoren wäre die Existenz von WOOLING gefährdet.

## Auszeichnungen
WOOLING wurde vielfach ausgezeichnet. Hier die größten Ehrungen:
- März 2001: WOOLING gewinnt den vom Nachrichtenmagazin Der Spiegel ausgeschriebenen SZ-Wettbewerb und wird die weltweit beste deutschsprachige Schülerzeitung. Außerdem erhält WOOLING als beste Schülerzeitung Sachsens den "SchülerzeitungsOscar" und Antje Thomas wird mit dem Jugendjournalistenpreis ausgezeichnet.
- Juni 2005: WOOLING erhält den 1. Platz beim Jugendjournalisten-Preis in der Kategorie "Gymnasium".
- März 2006: WOOLING wird vom Deutschen Schülerzeitungspreis der Länder mit einem Sonderpreis für „Bürgerschaftliches Engagement“ ausgezeichnet.
- Juni 2006: WOOLING bekommt zum wiederholten Male den Jugendjournalisten-Preis und erhält erste Plätze in den Kategorien "Gymnasium" und "Online Auftritt/ Schülerzeitungs-Homepage". Außerdem wird der WOOLING-Redakteur Marco Frömter mit einem zweiten Platz in der Kategorie "Autor" geehrt.
- Juni 2007 Wooling wird im Bundesrat als beste cross-medial erscheinende Schülerzeitung ausgezeichnet. Der Preis wurde vom Bundesverband Deutscher Zeitungsverleger (BDZV) gestiftet.
- Juni 2007 Ebenso im Juni 2007 wurde Wooling beim Schülerzeitungswettbewerb des Spiegel ausgezeichnet. In der Gesamtwertung erreichte das Magazin einen zweiten Platz, im Heftinhalt einen dritten, online reichte es für einen fünften Rang. Darüber hinaus gehörten die Redakteure Florian Zinner und Marco Frömter mit dem 3. und einem 4. Platz in der Kategorie Reportage zu den Preisträgern des deutschlandweit größten Schülerzeitungswettbewerbs. Auch der Jugendjournalistenpreis des Landes Sachsen ging 2007 an Wooling und Florian Zinner wurde mit dem zweiten Platz in der Kategorie Reportage prämiert. Florian Zinner wurde von SOS-Kinderdorf weltweit zu einer Recherchefahrt nach Südamerika eingeladen.
- Juni 2008 Wooling ist beim Schülerzeitungswettbewerb der Jugendpresse Deutschland und des Bundesrates als zweitbeste Schülerzeitung Deutschlands der Kategorie Gymnasium ausgezeichnet worden. Bereits zwei Monate nach Teststart und einen Monat nach dem offiziellen Start wurde Wooling.net vom Nachrichtenmagazin  Der Spiegel beim Schülerzeitungswettbewerb zum zweitbesten, von Schülern gemachten, Jugendonlinemagazin Deutschlands gekürt. Außerdem wurde Thomas Linke, damaliger Redakteur, zu einer Recherchereise in ein SOS-Kinderdorf nach Rumänien eingeladen.
- Juli 2008 Platz zwei unter den ausgezeichneten Onlineangeboten des sächsischen Jugendjournalisten-Preises - Begründung: Das Magazin sei nicht schulrelevant.
- Juli 2009 WOOLING erhält beim Schülerzeitungswettbewerb der Jugendpresse Sachsen den ersten Platz in der Kategorie Gymnasium. Der vierzehnjährige Alexander Großer wird für seine Reportage über Moskau mit einem zweiten Preis geehrt.
- Juni 2010 WOOLING ist wieder unter den Top 3 beim Schülerzeitungswettbewerb der Jugendpresse Deutschland und des Bundesrates. In der Kategorie Gymnasium belegte das Magazin Platz zwei.
- Juli 2010 WOOLING gewinnt außerdem den landesweiten Wettbewerb der Jugendpresse Sachsen in Kooperation mit dem Kultusministerium. Außerdem gehörten die WOOLING-Redakteure Immanuel Jork und Rico Ehren zu den Preisträgern mit einem jeweils 1. Platz bzw. 2. Platz in der Kategorie Einzelbeiträge.  Für die konstante Leistung der letzten Jahre wurde das Jugendmagazin zu einer Recherchefahrt in Europas Mitte - Brüssel - eingeladen.
- Juli 2011 WOOLING gewinnt beim Schülerzeitungswettbewerb des Magazins Der Spiegel den 3. Preis in der Kategorie Gesamt. Immanuel Jork gehörte außerdem zum Sieger in der Kategorie Sonderbeiträge. Julia Kluttig wurde für das Cover des Magazins mit dem 3. Preis ausgezeichnet.
- Juli 2011 Laura Sikora und Jasmin Hennig, beide Redakteure der WOOLING, konnten mit ihrem Interview den 1. Preis in der Kategorie Einzelbeiträge beim landesweiten Wettbewerb der Jugendpresse Sachsen gewinnen.
- Juli 2012 Immanuel Jork konnte seinen Erfolg in der Kategorie Sonderbeiträge beim Schülerzeitungswettbewerb des Magazins Der Spiegel wiederholen.  Er sicherte sich den 1. Platz.  Ebenfalls zu den Siegern gehörten Jasmin Hennig und Laura Sikora mit einem sehr speziellen Interview über Transsexualität. Sie freuten sich über den 1. Platz in der Kategorie Interview.
- Juli 2012 Das Magazin erlangt den 3. Platz in der Kategorie Gymnasium bei dem Jugendjournalistenpreis der Jugendpresse Sachsen. Darüber hinaus gehörten die Redakteure Immanuel Jork, Jasmin Hennig und Laura Sikora mit dem 1. und einem 2. Platz in der Kategorie Einzelbeiträge zu den Preisträgern des landesweiten Wettbewerbs.